# Gilles Bettmer
Gilles Bettmer (* 31. März 1989 in Esch an der Alzette) ist ein  luxemburgischer Fußballspieler.

## Karriere

### Anfänge
Bettmer wandte sich mit fünf Jahren dem Fußball zu. Er spielte in Differdingen, wo er beim AS Differdingen lizenziert war.  Schnell konnte er sich mit guten Leistungen einen Stammplatz erringen.

### Verein
Im August 2004 unterschrieb er einen Vertrag beim damaligen Bundesligisten SC Freiburg und wechselte in die Freiburger Fußballschule. Am 18. Oktober 2004 brach sich Bettmer während des Trainings das Wadenbein und musste vier Monate aussetzen. Er war Kapitän der U-19, die 2007/08 deutscher Meister wurde. Zur Saison 2008/09 stieg er in die zweite Mannschaft der Freiburger auf.
In der Winterpause der Saison 2009/10 wechselte Bettmer zu Eintracht Trier. Nach dem Abstieg der Eintracht aus der Regionalliga West kehrte er nach Luxemburg zum FC Differdingen 03 zur Saison 2010/11 zurück. 2011, 2012 und 2014 wurde der mit dem Verein luxemburgischer Pokalsieger.
Im Sommer 2020 wechselte er dann weiter zum Zweitligisten UN Käerjéng 97. Zwei Jahre später schaffte er mit dem Klub den Aufstieg in die BGL Ligue. Seit der Spielzeit 2023/24 ist Bettmer nur noch in der 2. Reservemannschaft des Vereins aktiv.

### Nationalmannschaft
Zwischen 2003 und 2009 bestritt Bettmer insgesamt elf Spiele für diverse luxemburgische Jugendnationalmannschaften und erzielte dabei zwei Treffer. Mit der U-17-Auswahl nahm er im Mai 2006 an der Europameisterschaft in Luxemburg teil, wo er beim Aus in der Vorrunde bei allen drei Partien zum Einsatz kam.
Am 19. Oktober 2005 gab Bettmer sein Debüt in der A-Nationalmannschaft im Testspiel gegen Kanada (0:1), als er in der 70. Minute eingewechselt wurde. In den folgenden acht Jahre bestritt er insgeaamt 58 A-Länderspiele und traf dabei ein Mal. Dieses Tor gelang ihm am 6. September 2011 beim 2:1-Sieg in der EM-Qualifikation gegen Albanien.

## Sonstiges
Im Jahr 2006 wurde Bettmer zum besten Nachwuchssportler Luxemburgs gewählt. Seine jüngere Schwester Rachel Bettmer (* 1994) war ebenfalls Nationalspielerin und bestritt von 2009 bis 2012 acht Länderspiele für Luxemburg.

## Erfolge
- Deutscher A-Junioren-Meister: 2008
- Rheinlandpokalsieger: 2010
- Luxemburgischer Pokalsieger: 2011, 2014, 2015